# Nature Climate Change
Nature Climate Change — це щомісячний рецензований науковий журнал, який публікується Nature Portfolio та охоплює всі аспекти дослідження глобального потепління, поточної зміни клімату та особливо їх наслідків. Він був створений у 2011 році як продовження Nature Reports Climate Change, заснованого у 2007 році.
Нинішнім головним редактором є Бронвін Вейк.
За даними Journal Citation Reports, імпакт-фактор журналу у 2021 році становив 28,862.

## Цілі та сфера застосування

### Цілі
Розуміння змін клімату Землі та їх наслідків є науковим викликом величезної важливості для суспільства. Nature Climate Change — це щомісячний журнал, присвячений публікації найважливіших і найсучасніших досліджень природи, основних причин та наслідків глобальної зміни клімату та її наслідків для економіки, політики та світу в цілому.
Nature Climate Change публікує оригінальні дослідження природничих і соціальних наук і прагне синтезувати міждисциплінарні дослідження. Журнал дотримується стандартів високоякісної науки, встановлених усіма журналами під брендом Nature, і прагне публікувати першокласні оригінальні дослідження в усіх сферах, пов'язаних зі зміною клімату, через справедливий і суворий процес рецензування, доступ до широкої читацької аудиторії, високі стандарти редагування та виробництва копій, швидкої публікації та незалежності від академічних товариств та інших зацікавлених осіб.

### Область застосування
На додаток до публікації оригінальних досліджень, Nature Climate Change забезпечує форум для обговорення між провідними експертами шляхом публікації думок, аналізу та оглядових статей. Він також висвітлює найважливіші події в галузі за допомогою рубрики Research Highlights і публікує оригінальні звіти відомих наукових журналістів у формі тематичних статей.
Теми, які висвітлюються в журналі, включають:
- Адаптація
- Антропологія
- Наука про атмосферу
- Біохімія
- Комунікації
- Наука про кріосферу
- Екологія
- Економіка
- Енергія та енергетика
- Етика
- Географія
- Здоров'я
- Гідрологія
- Впливи та вразливість
- Пом'якшення впливів
- Моделювання
- Океанографія
- Палеокліматологія
- Філософія
- Політика та управління
- Політологія
- Психологія
- Соціологія
- Сталий розвиток